# Ferreruela de Huerva
Ferreruela de Huerva (aragónul Ferreruela de la Uerba) település Spanyolországban, Teruel tartományban. Ferreruela de Huerva Báguena, Anento, Lechon, Cucalón, Lagueruela, Calamocha és Burbáguena községekkel határos. Lakosainak száma 78 fő (2024).

## Népesség
A település népessége az utóbbi években az alábbiak szerint változott:
| Lakosok száma | 85   | 76   | 73   | 77   | 70   | 64   | 65   | 56   | 70   | 78   |
|               | 2001 | 2004 | 2007 | 2009 | 2012 | 2014 | 2017 | 2019 | 2022 | 2024 |